# Gliptografia

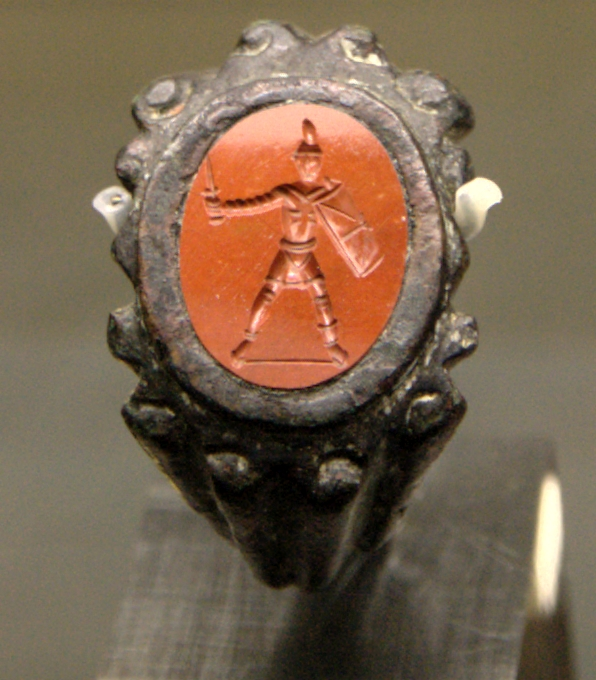
Gemma oprawiona w pierścień (Rzym, III w.)

Gliptografia (z gr. glyptós - wyryty i gráphō - piszę) – dziedzina nauki zajmująca się badaniem, klasyfikowaniem i opisywaniem wytworów gliptyki, czyli szlachetnych i półszlachetnych kamieni rżniętych, rzeźbionych i rytowanych (grawerowanych).
Pojęcia tego prawdopodobnie jako pierwszy użył XVII-wieczny francuski erudyta i badacz starożytności Jacques Spon w swym dziele Miscellanea eruditae antiquitatis (Lyon 1679-83), wprowadzając metodyczną systematykę badań nad starożytnościami z 8-częściowym podziałem (m.in. na numizmatykę, epigrafikę, ikonografię, toreumatografię itd.).
W zakres zainteresowania gliptografów wchodzą gemmy wypukłorzeźbione (kamee) i wklęsłorzeźbione (intaglia) osadzone w pierścieniach, broszach, medalionach, wisiorach, tłokach pieczętnych itp., bądź nieoprawione (np. starożytne pieczęcie cylindryczne). Poszerzona i pogłębiona wiedza o nich nosi nazwę gliptologii. Prace badawcze w gliptografii obejmują głównie zbiory podobnych wyrobów dekoracyjno-użytkowych zgromadzone w gliptotekach, lecz także egzemplarze luźne (odosobnione) spotykane w handlu i kolekcjonerstwie.
W niektórych językach określenie to występuje jako synonim gliptyki (włoski) lub gliptologii (francuski).

Historyczne przykłady gliptyki
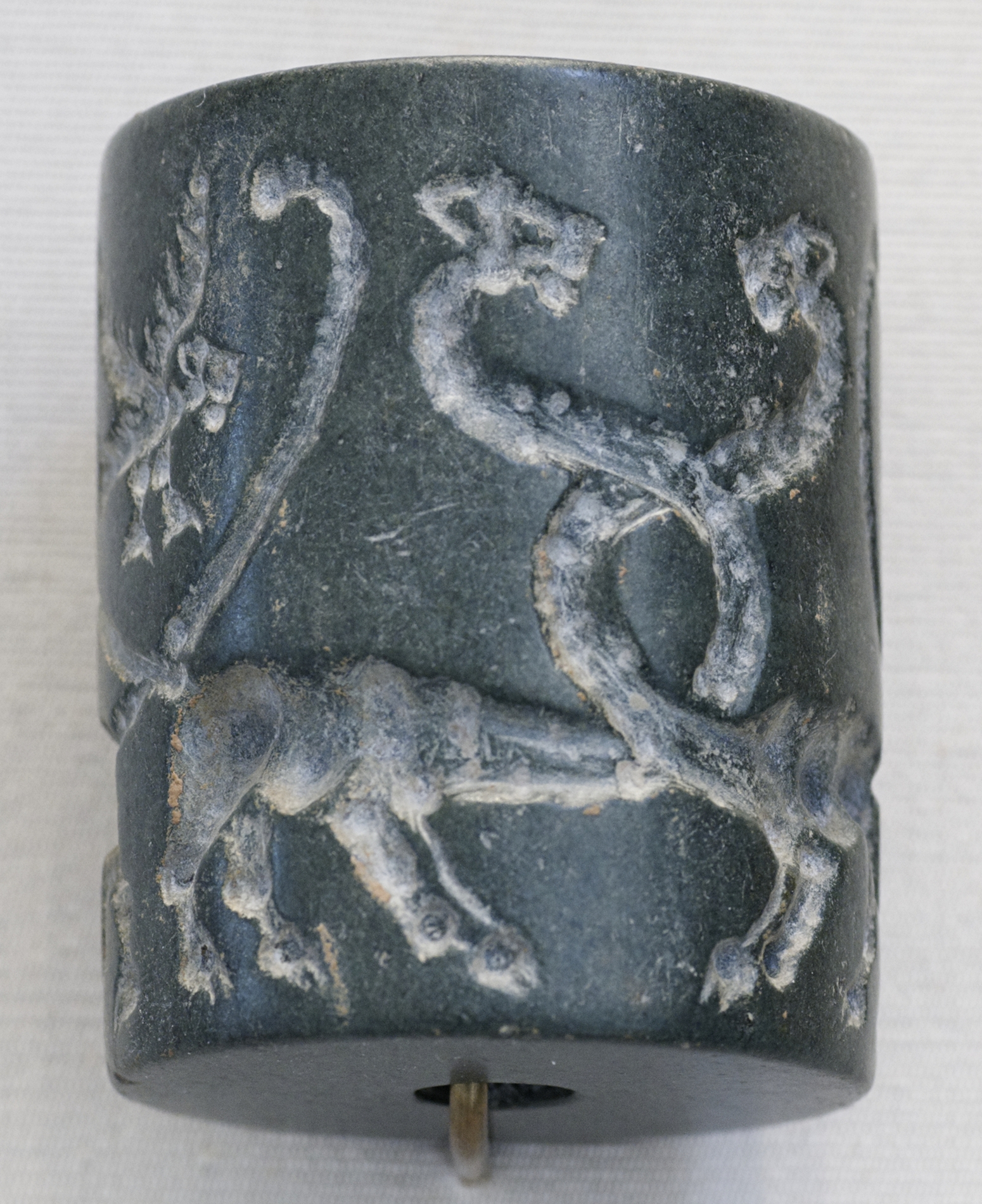
Pieczęć cylindryczna z Mezopotamii ze zwierzętami fantastycznymi (IV tysiąclecie p.n.e.)
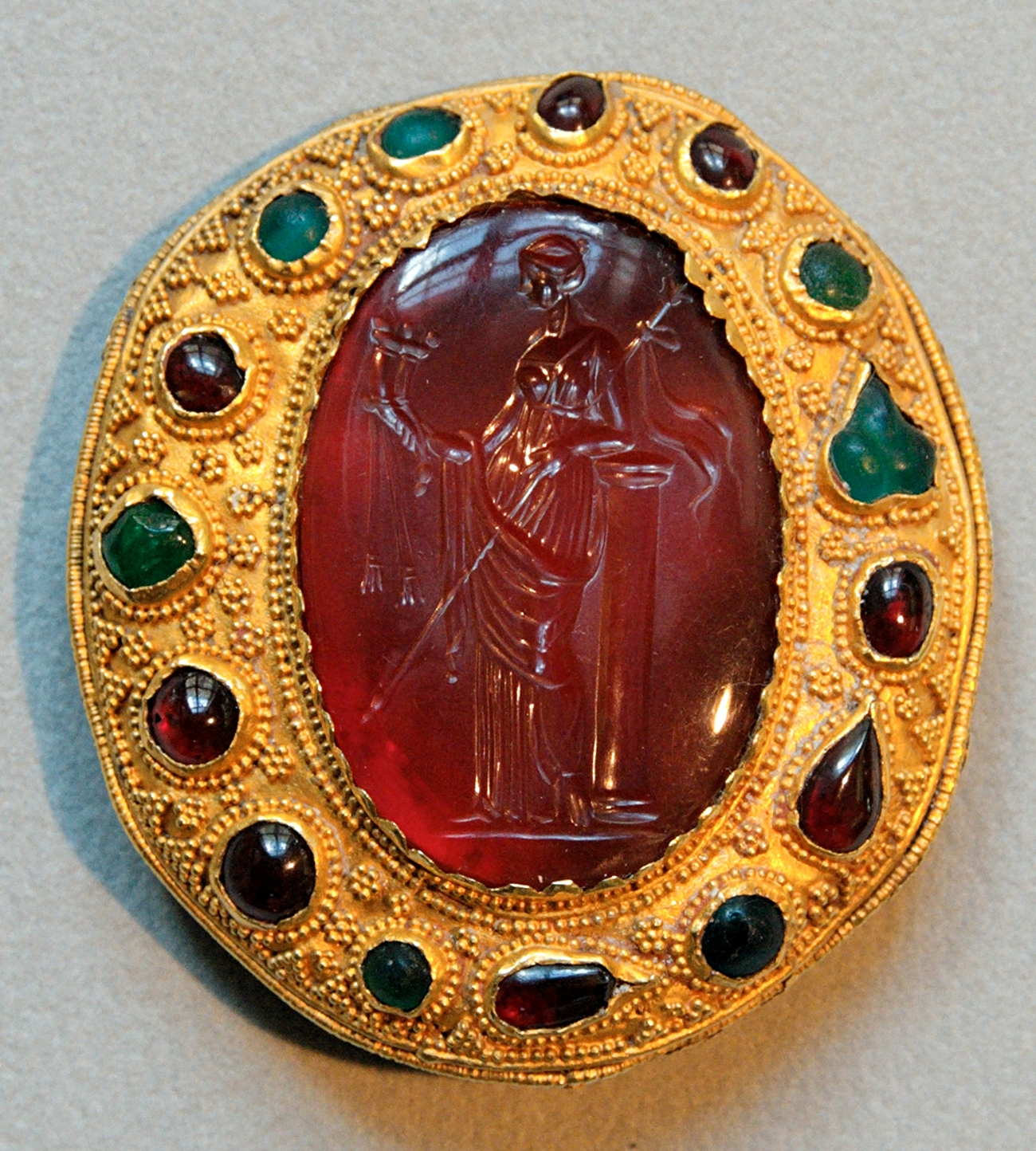
Hellenistyczna królowa na gemmie (pocz. I w. p.n.e.) oprawnej w XVIII w. w złoto, granaty i pastę szklaną
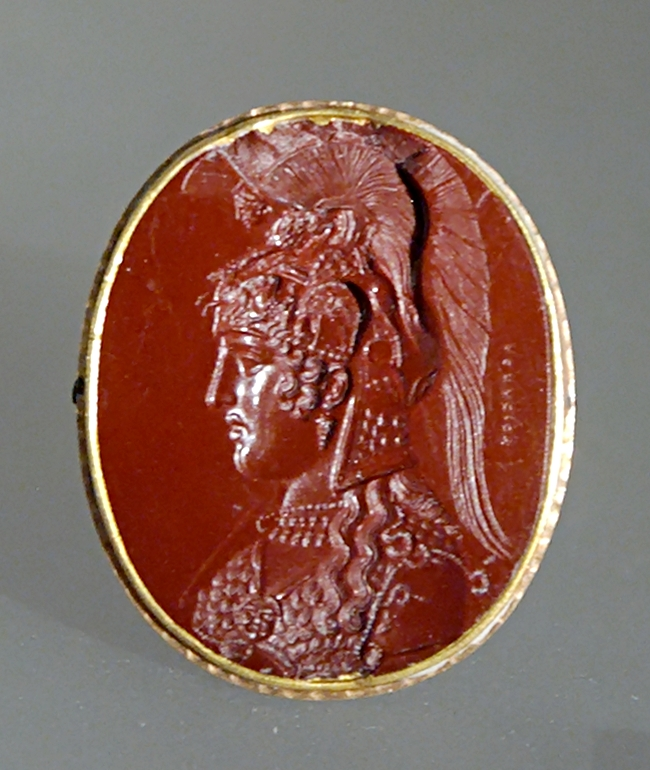
Intaglio grawerowane przez Aspazjosa z podobizną Ateny Partenos (I w. n.e.)
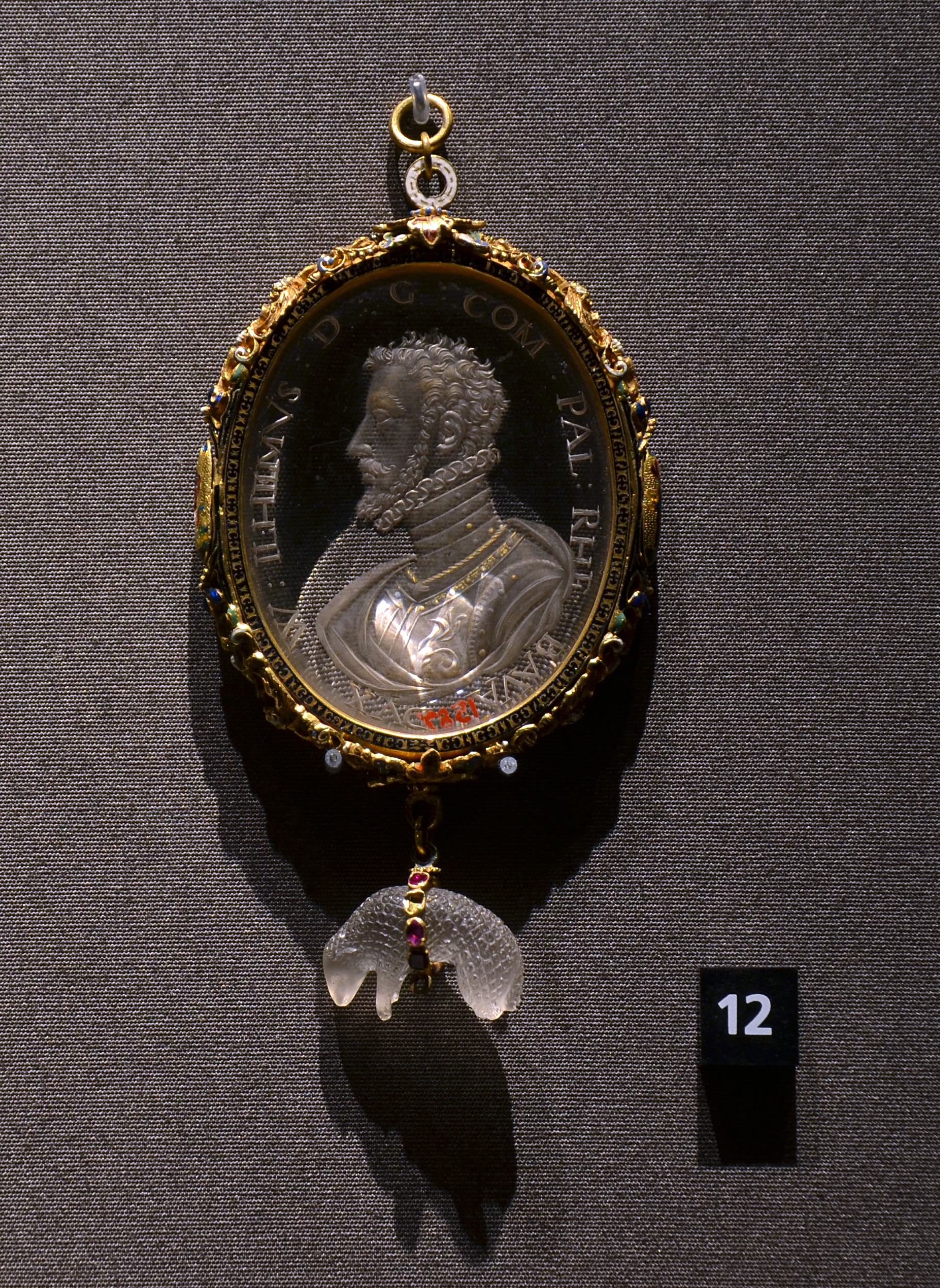
Medalion-wisior z kryształu (rubiny, złoto, emalia)  z intagliowanym portretem ks. Bawarii Wilhelma V (schyłek XVI wieku)